# Спектрограф тьмяних об'єктів

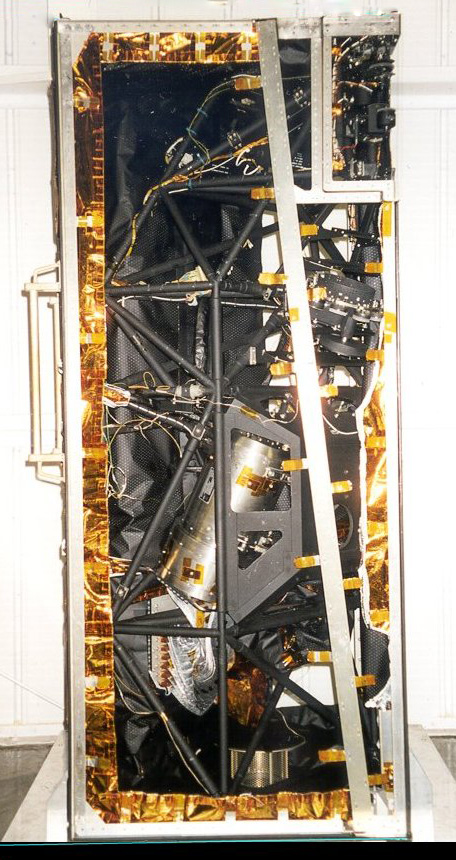
Спектрограф тьмяних об'єктів (FOS). Ця фотографія була зроблена після того, як FOS знову повернули на Землю. Авторство: НАСА/ESA.

Спектрограф тьмяних об'єктів (англ. Faint Object Spectrograph (FOS)) був спектрографом, який був встановлений на космічному телескопі Габбл для дослідження дуже тьмяних об'єктів. У 1997 році FOS був замінений на новіший інструмент – Спектрограф зображення космічного телескопа (STIS), а сам FOS наразі знаходиться на виставці в Національному музеї авіації та космонавтики у Вашингтоні, округ Колумбія. Дизайн і наукові цілі FOS були спеціально орієнтовані на спостереження слабких об'єктів. Основний режим роботи FOS дозволяв отримувати спектри дуже тьмяних об'єктів з роздільною здатністю близько 1000 у ультрафіолетовому та видимих діапазонах спектра. Це дозволяло отримати високоякісні спектри навіть для дуже слабких джерел світла. Камера могла забезпечити чіткість зображення до 0,1 кутової секунди, що є надзвичайно високим показником для таких досліджень. Крім того, FOS мав можливість роботи з низькою спектральною роздільною здатністю до 100, що дозволяло спостерігати об'єкти з яскравістю до 25 зоряних величин (це набагато тьмяніше за більшість зір, які можна побачити неозброєним оком).

## Опис
FOS (Faint Object Spectrograph) — це астрономічний прилад, працював у діапазоні довжин хвиль від 115 до 850 нанометрів (нм), охоплюючи ультрафіолетове, видиме та частково інфрачервоне світло, що дозволяло вивчати різноманітні астрономічні об'єкти. FOS був спектрографом, що означає, що він міг розділяти світло на його складові частини (спектр) для подальшого дослідження. Це дозволяло астрономам вивчати хімічний склад, температуру та інші характеристики об'єктів, від яких це світло надходило. Для виконання цього завдання прилад використовував два детектори, звані дигіконами: один для синього світла, а інший для червоного. Спектральне розділення FOS становило близько 1300, що дозволяло розділяти світло на дуже дрібні деталі в спектрі. Однак до того, як на телескоп було встановлено COSTAR (система оптичної корекції), маленькі апертури, через дефекти в оптиці, не дозволяли максимально ефективно збирати світло. Наприклад, навіть найбільша апертура, розміром 4,3 арксекунди, збирала лише 70 % світла від точкового джерела, що обмежувало точність спостережень.

## Дослідження за допомогою FOS
Спектри, отримані за допомогою Спектрографа зображення космічного телескопа (STIS) і колишнього спектрографа FOS, виявили на поверхні деяких супутників, таких як Ганімед (супутник Юпітера), Діона та Рея (супутники Сатурна), особливість поглинання світла на довжині хвилі близько 260 нм. Це поглинання ймовірно викликане озоном (O3), який утворюється в результаті взаємодії заряджених частинок з водяним льодом на поверхнях цих супутників.
Можливі ознаки радіолізного процесу на супутниках Урана були виявлені в спектрах, отриманих за допомогою спектрографа FOS (220—475 нм). У цих спектрах видно особливості поглинання на довжині хвилі близько 280 нм на супутниках Арієль, Титанія та Оберон. Ці особливості, ймовірно, пов'язані з утворенням гідроксилу (OH) через взаємодію заряджених частинок з водяним льодом на їхніх поверхнях. Найсильніша ця особливість виявляється на внутрішньому супутнику Аріель, а слабше — на зовнішніх супутниках Титанії та Обероні, що відповідає більш високим потокам заряджених частинок поблизу Урана.